# (511) Davida
(511) Davida – planetoida z pasa głównego.

## Odkrycie
Została odkryta 30 maja 1903 roku w Landessternwarte Heidelberg-Königstuhl w Heidelbergu przez Raymonda Dugana. Nazwa planetoidy została nadana na cześć amerykańskiego astronoma Davida Pecka Todda. Przed nadaniem nazwy planetoida nosiła oznaczenie tymczasowe (511) 1903 LU.

## Orbita i właściwości fizyczne

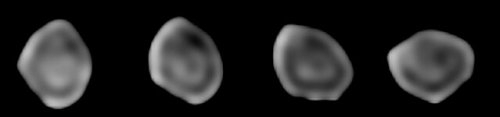
Obrazy planetoidy 511 Davida ukazujące jej rotację

(511) Davida obiega Słońce w czasie ponad pięciu i pół roku, w średniej odległości od Słońca 3,16 j.a. Należy do większych obiektów z pasa pomiędzy Marsem a Jowiszem (326 km średnicy) i bardzo szybko wiruje wokół swej osi – nieco ponad pięć godzin.